# Dzięcioł chilijski
Dzięcioł chilijski (Colaptes pitius) – gatunek średniej wielkości ptaka z rodziny dzięciołowatych (Picidae). Występuje w strefie umiarkowanej w południowej części Andów w Chile i Argentynie. Nie jest zagrożony.

## Systematyka
Gatunek po raz pierwszy zgodnie z zasadami nazewnictwa binominalnego opisał Juan Ignacio Molina, nadając mu nazwę Picus Pitius. Opis ukazał się w 1782 roku w Saggio sulla storia naturale del Chili. Międzynarodowy Komitet Ornitologiczny (IOC) umieszcza dzięcioła chilijskiego w rodzaju Colaptes, nie wyróżnia podgatunków. Ptaki z południowej Argentyny opisano jako podgatunek cachinnans w oparciu o proporcjonalnie krótszy ogon, ale różnice te są minimalne i podgatunek ten nie jest uznawany. 

### Etymologia
- Colaptes: gr. κολαπτης kolaptēs „osoba posługująca się dłutem”, od κολαπτω kolaptō „dłutować, dziobać, uderzać”[9].
- pitius: araukański wyraz dźwiękonaśladowczy Pitíu (zapisywany także jako Pitigüe lub Pütriu)[10].

## Morfologia
Średniej wielkości dzięcioł o średnio długim, spiczastym i czarnym dziobie, z lekko zakrzywioną górną krawędzią. Tęczówki w kolorze żółtawym. Nogi silne, szare lub zielonoszare. Pióra czoła i górnej części głowy tworzą czarną czapeczkę. Gardło i podbródek płowobiałe z czarnymi plamkami na dole gardła. Policzki, okolice oczu i uszu żółtawo-białe. U samców pas policzkowy z czarnymi kropkami. Górna część ciała i skrzydła czarnobrązowe z wąskimi białawymi pręgami. Dolna część ciała płowożółta z czarnobrązowymi prążkami, których brak na brzuchu, mocniej zaznaczonymi w górnej części. Spód skrzydeł żółtawy. Długość ciała wynosi około 30 cm, masa ciała 100–163 g.

## Zasięg występowania
Dzięcioł chilijski występuje w południowo-zachodniej części Ameryki Południowej, w południowych Andach: w środkowym i południowym Chile (od regionu Coquimbo na południe do środkowej części Magallanes) i w zachodnich częściach argentyńskich prowincji Neuquén, Río Negro, Chubut i Santa Cruz. Zasiedla obszary od wysokości 600 m n.p.m. do ponad 1000 m n.p.m.; niekiedy schodzi niżej – nawet do poziomu morza, przynajmniej w zimie. Jest gatunkiem osiadłym.

## Ekologia
Jego głównym habitatem są lasy i częściowo zalesione tereny z lasami bukanowymi, lasy łęgowe, plantacje, a także obszary porośnięte roślinnością karłowatą i obszary trawiaste z porozrzucanymi krzewami. Podstawą pożywienia są mrówki, ich larwy oraz poczwarki, sporadycznie żywi się skorpionami i pędrakami. Żeruje głównie w grupach rodzinnych, przede wszystkim na powierzchni ziemi, odsuwając dziobem kamyki czy gałązki oraz kopiąc w ziemi. Pokarmu poszukuje także w powalonych pniach i gałęziach. Tylko sporadycznie żeruje na drzewach.

### Rozmnażanie
Sezon lęgowy prawdopodobnie trwa od października do grudnia. Gniazda buduje w martwych drzewach lub pniakach, ewentualnie kopie jamy w ziemi na urwiskach. W jednym lęgu od 4 do 6 jaj. Brak informacji o czasie inkubacji i czasie od wyklucia piskląt do opuszczenia przez nie gniazda.

## Status
W Czerwonej księdze gatunków zagrożonych IUCN dzięcioł chilijski klasyfikowany jest jako gatunek najmniejszej troski (od 1988 roku LR/LC – Lower Risk/Least Concern, od 2004 roku LC – Least Concern). Zasięg jego występowania według szacunków organizacji BirdLife International obejmuje około 612 tys. km². Liczebność populacji nie została oszacowana, ale ptak ten jest opisywany jako dosyć pospolity. Trend liczebności populacji uznawany jest za stabilny ze względu na brak dowodów na spadki liczebności bądź istotne zagrożenia dla gatunku.